# Catedrala Catolică din Baia
Catedrala Catolică din Baia a fost o biserică romano-catolică construită la Baia în anul 1410 din porunca domnitorului Alexandru cel Bun. Ea a fost ruinată încă din secolul al XVIII-lea, ca urmare a decăderii localității și a părăsirii sale de credincioșii catolici. După cel de-Al Doilea Război Mondial, fosta catedrală catolică din Baia a fost vandalizată de localnici, din ea nemairămânând în prezent decât niște ruine.
Ruinele bisericii „Sf. Fecioară” din Baia au fost incluse pe Lista monumentelor istorice din județul Suceava din anul 2015, având codul de clasificare cod LMI SV-II-m-A-05488.

## Istoricul localității
Localitatea Baia, situată la 7 km sud-vest de orașul Fălticeni și străbătută de râul Moldova, este una dintre cele mai vechi localități din Moldova medievală. Documente străvechi menționează pe la 1300 Baia și Câmpulung-Muscel (din Țara Românească) ca așezări orășenești (civitas). În documentele scrise în limba latină, așezarea apare cu denumirea de Civitas Moldaviensis.
Inițial Baia s-a numit Moldova sau Moldavia, nume luat de la râul din preajmă, pe hărțile latine fiind denumită Civitas Moldaviae, Moldavia sau Civitas Moldaviensis; pe cele germane – Stadt Molde, Molda, Mulda, pe când cele slave consemnează numele folosit ulterior de localnici – Baia însemnând mină, baie de minereu (după exploatările miniere care se presupun că ar fi fost în apropiere). Unele izvoare germane menționează târgul Moldavia imediat după anul 1200, acesta apărând și într-un document halician in 1335, iar într-unul din 1339 era apreciat drept „cel mai mare oraș“ de la răsărit de Carpați.
Un document străin din 1339 menționează Baia ca fiind "cel mai mare oraș de la est de Carpați". Localitatea era un târg important, locuit de negustori și meșteșugari de origini etnice diferite (români, sași, unguri, armeni). Dezvoltarea timpurie a localității s-a datorat situării ei pe o străveche și însemnată arteră comercială, precum și stabilirii aici a unor grupuri de meșteșugari veniți din Transilvania în a doua jumătate a secolului al XIV-lea. Sașii s-ar fi stabilit în Moldova în perioadele 1114-1162 și 1211-1225, în timpul colonizărilor ocrotite de cavalerii teutoni.
Tătarii, care erau așezați din 1241 în Moldova, de unde obișnuiau să facă incursiuni peste Carpați, au fost înfrânți în Moldova de oștile regelui Ungariei, Ludovic I (1342-1382), în primii ani de domnie ai acestuia, sub conducerea voievodului Transilvaniei Andrei Lackfi. Astfel, tătarii au fost siliți să se retragă din țară peste Nistru, spre nordul Mării Neagre și Crimeea. Pentru ca aceștia să nu se mai întoarcă și să prade iar Transilvania, regele ungar l-a pus pe Dragoș, ca vasal, la conducerea noii entități numite Moldova cu reședința la Baia, având obiectivul de a apăra trecătorile prin care tătarii obișnuiau să treacă peste munți.
Baia a devenit cea dintâi capitală a statului feudal Moldova, confirmat prin actele cancelariei lui Ludovic de Anjou. În anul 1359 Târgul Moldovei a dat numele său întregului teritoriu al țării care s-a eliberat de sub dependența maghiară și a devenit stat feudal de sine stătător, sub Bogdan I Voievod (1359–1365). Sigiliul târgului a purtat inscripția latină: „Sigiliul orașului Moldavia, capitala Țării Moldovenești“. Sub urmașii acestuia, în timpul lui Lațcu Vodă (1365-1373), capitala s-a mutat la Siret, iar în anul 1388, sub domnia lui Petru Mușat (1375-1391), a fost fixată în orașul Suceava.

## Istoricul catedralei

### Mănăstirea franciscană din Baia
Fiind stabiliți aici negustori sași, unguri și poloni, Baia a devenit o localitate urbană (civitas) cu populație de religie catolică. Astfel, în secolul al XIII-lea, misionari dominicani au ridicat aici o biserică, iar in 1334 este amintită într-un document și o mănăstire franciscană. În secolul al XIV-lea existau în Moldova două biserici catolice la Baia.
Coloniștii sași au construit în oraș o biserică cu hramul „Sfânta Treime”, cu o lungime de doar 6 pași.
Pe o listă a mănăstirilor franciscane din Vicariatul Franciscan al Tartariei Aquiloniensis elaborată în 1334 au fost înscrise următoarele mănăstiri franciscane: Cusminen (după unii autori Cosmin, iar după alții Cernăuți), Cereth (Siret), Moldauie (Baia), Cotcham (Hotin) etc. Aceste mănăstiri au fost scoase în 1345 din Vicariatul Tartariei și arondate nou-înființatului Vicariat al Rusiei. În această mănăstire își avea reședința provincialul franciscan din Vicariatul Ruteniei. Lista din 1334 a fost actualizată pe la 1399 sau 1400 de Bartholomeo din Pisa (Pisanus); mănăstirile de la est de Carpați sunt următoarele: Horecea (Cernăuți), Siret, Suceava, Baia, Hotin etc.
Unii autori au susținut că Margareta Mușat ar fi clădit în 1377, la Baia, o mănăstire pentru călugării franciscani. Spre deosebire de celelalte mănăstiri catolice din Moldova, care erau populate cu călugări polonezi, mănăstirea franciscană din Baia avea călugări sași și unguri. Mănăstirea a fost grav avariată la sfârșitul secolului al XIV-lea.

### Construirea catedralei
Biserica catolică cu hramul „Sfânta Fecioară Maria” din Baia a fost construită la începutul secolului al XV-lea din porunca voievodului Alexandru cel Bun (1400-1432), a cărui primă soție, Margareta Banffy, era de confesiune catolică. Alexandru cel Bun s-a căsătorit prin 1393-1394 cu Margareta, fiica lui Ștefan Banffy de Alsólendva. Biserica „Sfânta Fecioară Maria” din Baia a devenit cea mai mare biserică catolică din Moldova de atunci, ea îndeplinind și funcția de catedrală episcopală. A treia soție a lui Alexandru cel Bun, Ringala, a fost de origine lituaniană.
Anul construirii bisericii nu este cunoscut, existând mai multe ipoteze cu privire la perioada ctitoririi. În anii 1646-1647 arhiepiscopul Marco Bandini, administrator apostolic al catolicilor din Moldova (1643-1650), scria că a văzut pe partea dreaptă a altarului Bisericii catolice de la Baia o inscripție potrivit căreia biserica a fost construită în anul 1410 de Alexandru cel Bun și închinată memoriei soției sale Margareta. Bandini relatează tradiția potrivit căreia Doamna Margareta a fost înmormântată într-un sicriu de argint, sub baptisteriul din biserică. După cuvintele lui Bandini: „sub acel baptisteriu zace Margareta, acel juvaer prețios, întemeietoarea bisericilor moldovenești”. El a văzut piatra tombală din biserică, pe care era următoarea inscripție în limba latină: "Anno 1410. Hoc templum in Honorem B[eatae].M[ariae].V[irginis]. dedicatum est, ab Ill[ustrissi]mo Principe Alexandri Woyda Aedificatum est, una cum monasterio Moldavicen, cujus piae memoriae conjunx Margareta sub fonte baptismatis sepulta est. Requiescat in vitae aeternae resurrectionem. Amen." (în română "În anul 1410 s-a sfințit această biserică în cinstea Prea Curatei Fecioare Maria; s-a clădit de ilustrul domn Alexandru-Vodă împreună cu mănăstirea din Baia, pentru pomenirea soției sale, Margareta, care este înmormântată sub baptister. Să se odihnească până la învierea spre viața veșnică. Amin”.)
Profesorul Franz Pieszczoch afirmă că Alexandru cel Bun ar fi reconstruit în anul 1410 mănăstirea franciscană care fusese grav avariată la sfârșitul secolului trecut, la cererea soției sale. Unii istorici acreditează ideea că în acel an "Alexandru cel Bun, voievodul Moldovei, împreună cu soția sa, Margareta, care era catolică, au organizat episcopia pentru credincioșii catolici". Preotul profesor Emil Dumea avansează ipoteza că biserica ar fi fost construită de domnitor între anii 1417-1420, după înființarea Episcopiei de Baia.
Biserica era construită integral din piatră fățuită și brută, fiind asemănătoare edificiilor gotice din Transilvania. Catedrala era de tip sală, terminată spre est cu o absidă poligonală. La vest, înspre intrare, era prevăzută cu un turn clopotniță. Nava, de dimensiuni mari (8,60x26,30 m - la interior), acoperită probabil cu bolți ogivale, se lărgea cu două încăperi ieșite în chip de transept.
Arhitectul Virgil Polizu consideră că biserica de la Baia "a reprezentat în momentul edificării sale, la acea epocă de debut a tânărului stat moldav, un indiscutabil gest de curtoazie politică a înțeleptului domn față de puternicii și agresivii săi vecini poloni". Prin dimensiunile sale, acuratețea concepției structurale, prețioasele materiale de construcție folosite și rafinamentul detaliilor de arhitectură, biserica poate fi înscrisă "în rândul monumentelor catedrale din această parte a Europei medievale, primordial catolică, marcând în epocă existența și importanța Moldovei și implicit a capitalei sale".

### Episcopia catolică de Baia
În anul 1413 regele Vladislav al II-lea al Poloniei și soția sa, regina Ana de Cilli, i-au cerut antipapei Ioan al XXII-lea (1410-1415) să înființeze o episcopie catolică la Baia, iar episcop să fie numit dominicanul
Ioan Ryza, profesor dominican și superior al ordinului pentru Vicariatul Ruteniei. Prin bula din 7 august 1413 antipapa l-a însărcinat pe episcopul de Camenița să cerceteze cazul și să raporteze dacă situația și însemnătatea orașului justifică înființarea unei episcopii. În caz afirmativ, el trebuia să transforme biserica în catedrală, să pună la cale toate cele trebuincioase și să-l sfințească ca episcop pe Ioan de Ryza. Noua episcopie a fost plasată sub ascultarea și dependența Arhiepiscopiei de Lemberg, care tocmai atunci fusese transferată de la Halici.
Nu se cunoaște data exactă a înființării Episcopiei de Baia, presupunându-se că ea ar fi fost fondată între 11 noiembrie 1417 (data alegerii papei Martin al V-lea (1417-1431), care a înființat episcopia) și anul 1420, când episcopul Ioan Ryza i-a scris papei în calitate de episcop de Baia. La conducerea acestei episcopii s-au succedat șapte episcopi, ultimul fiind Mihail Marinoski (1510-1523), ultimul episcop care a purtat titlul canonic de Baia. Carol Auner avansează anul 1418 ca an al înființării episcopiei.
În secolul al XV-lea orașul Baia avea o piață largă, lângă Catedrala Catolică, un punct fortificat pentru provizii și adăpost în caz de primejdie, pivnițe mari, depozite de mărfuri, casa de lemn, cu pereți decorați cu ceramică smălțuită. Aici se stabiliseră negustori care vindeau, în țară și străinatate, vite, oi, miere, ceară, pește, grâne etc. și cumpărau în schimb unelte, postavuri, obiecte de podoabă etc.
Urcarea pe tronul Moldovei a lui Ștefan cel Mare (1457-1504) a dus la o schimbare a orientării politice, având influențe și asupra organizării minorității catolice din Moldova, deoarece Polonia nu a mai putut susține în mod efectiv un episcop în Moldova și prin urmare episcopia a fost integrată din nou ierarhiei ecleziastice din Ungaria. În urma luptei de la Baia din noaptea de 14/15 decembrie 1467 dintre Ștefan cel Mare și Matia Corvin, orașul Baia a ars din temelii, cea mai mare parte din locuitori s-au împrăștiat și locuința episcopului a rămas arsă, iar episcopul a părăsit această localitate. Din biserica clădită de Alexandru cel Bun nu au mai rămas decât zidurile.
Istoricii Constantin C. Giurescu și Dinu C. Giurescu afirmă că anul 1467 a reprezentat începutul decăderii orașului Baia și a scăderii vertiginoase a populației. În anul 1523, Episcopia de Baia și-a încetat existența.
Biserica catolică din Baia a fost refăcută parțial de domnitor și de credincioșii catolici din oraș. În fața pericolului otoman, Ștefan cel Mare a intrat în relații cu papa Sixt al IV-lea care l-a numit pe Petru Fenesi ca episcop de Baia la 26 martie 1476. După câteva zile, papa a acordat indulgența plenară tuturor acelora care se vor spovedi, vor recita mai multe rugăciuni, vor contribui cu bani pentru armata lui Ștefan și vor vizita „biserica mai mare din Baia”. În vara anului 1476 biserica a fost incendiată de oștile sultanului Mahomed al II-lea. Episcopul Fenesi o va găsi arsă atunci când se întoarce de la Roma și își va muta reședința la Cetatea Albă. Biserica a fost reparată probabil în timpul domniei lui Petru Rareș (1527-1538, 1541-1545), cu ajutorul domnitorului.  Aici ar fi fost aduse osemintele Margaretei Mușata, după dărâmarea bisericii catolice din Siret în timpul lui Bogdan al III-lea al Moldovei (1504-1517), pentru a fi reînhumate sub baptisteriul bisericii catolice din Baia.

### Menționarea bisericii în însemnările călătorilor străini din secolul al XVII-lea
La sfârșitul secolului al XVI-lea, prelatul Bernardino Quirini a vizitat Moldova, trecând și prin Baia. Cu acel prilej, el notează următoarele: "Am vizitat orașul Baia, care are aproape 3.000 de cămine. Am găsit numai 63 de familii de catolici și aproximativ 316 suflete, unguri și sași de neam. Aici sunt două biserici clădite din piatră, una pe jumătate năruită, în care nu se slujește, cealaltă destul de frumoasă și încăpătoare, cu podoabe de altar. În această biserică am găsit ca paroh pe preotul Laurențiu din Transilvania".
Biserica din Baia avea în stăpânire câteva vii la Cotnari, după cum reiese dintr-o scrisoare din 30 martie 1604 a celor trei preoți către Sfântul Scaun, iar preot era Iacob Sasul. O relatare anonimă scrisă doi ani mai târziu precizează că Baia era locuită de sași și unguri catolici, iar "(...) aici se află o biserică parohială catolică de zid mare și frumoasă, clădită odinioară de soția unuia dintre acei principi ai țării și care e înmormântată acolo. Această biserică era mai bogată decât celelalte, dar Mihai (Mihai Viteazul n.n.) a despuiat-o de bogățiile prețioase, de argintul mult ce avea. Pe vremuri își avea preotul său, dar acum nu mai are niciun slujitor; mai este una mică, dar e părăginită...".
Misionarul Paolo Bonici care a vizitat orașul Baia în anul 1632 scrie că în Baia se aflau 40 de case ale credincioșilor catolici, iar aceștia, din cauza sărăciei, nu mai pot întreține biserica. El relatează că biserica închinată Sfintei Fecioare are trei altare, iar acolo se află înmormântată soția unui voievod. Episcopul Pietro de Sofia a vizitat Baia la 14 octombrie 1641, scriind că în localitate trăiau 160 de catolici în majoritate sași, dar și câțiva unguri. Vorbind despre bisericile din Baia el scrie următoarele: "Au o biserică mare și frumoasă închinată Maicii Domnului, sunt de amintit cele cinci altare, în clopotniță sunt trei clopote frumoase, biserica este de zid și lucrată frumos, au preot un misionar dominican. Sub cristelniță în mijlocul bisericii a fost îngropată o doamnă de odinioară a Moldovei, care a fost catolică, așa cum se vede în inscripția de pe zid. În acest oraș mai este o biserică închinată sfântului apostol Petru. Biserica a fost distrusă de tătari (...)".
Misionarul italian Bartholomeo Bassetti relatează și el în 1643 de existența a două biserici. Biserica de zid închinată Adormirei Fecioarei Maria avea patru altare, iar în corul ei se afla o inscripție cu următorul cuprins: "În anul Domnului 1410, s-a închinat această biserică în cinstea Fericitei Fecioarei Maria. A fost ridicată de prealuminatul principe Alexandru Voievod o dată cu mănăstirea din Baia". Și el precizează de faptul că soția domnitorului, Margareta, este îngropată sub cristelniță. Misionarul sus-amintit menționează că biserica avea în proprietate o casă cu pivniță și cinci vii. În afară de aceasta, se mai afla în afara orașului o altă biserică de zid, închinată sfântului Petru; aceasta fusese ruinată din vechime și se slujea în sacristie. Comunitatea catolică din Baia era formată la acea dată din 44 de case cu 215 credincioși și era păstorită de preotul Gheorghe Gross.
Marco Bandini, arhiepiscop de Marcianopolis și administrator apostolic al catolicilor din Moldova (1643-1650), a vizitat și el Baia în anii 1646-1647. El relatează că localitatea decăzuse. La acel moment nu mai erau decât 40 de case, cu 256 de catolici. După spusele sale, "numai o singură biserică de la Baia a rămas în picioare, fiindă aceia care avuseseră însărcinarea să o dărâme fuseseră corupți cu daruri prețioase de către cetățenii din Baia". Sașii din localitate scăzuseră numeric prin asimilarea lor de către românii ortodocși și prin emigrarea lor în alte centre catolice. Bandini a transcris inscripția de pe piatra tombală a doamnei Margareta.
În anul 1661, viceprefectul Blasiu Koicsewicz face alte vizite în satele catolice din Moldova, notând că la Baia este o biserică de piatră, destul de mare, cu trei clopote. Casa parohială era din lemn. Aici mai exista o "bisericuță a Sf. Apostoli Petru și Pavel, unde parohul slujește liturghia în anumite zile". Aici mai rămăseseră doar 189 sași catolici, în afară de copii.
Misionarul Vito Piluzzi din Vignanello preciza într-un răspuns din 26 august 1671 la un chestionar al Congregației De Propaganda Fide, intitulat "Despre misiunea din Moldova" că "la Baia, biserica principală care este în mijlocul orașului, este de piatră, alta de cărămidă a fost arsă de tătari și a rămas doar sacristia care e de piatră și s-a făcut o capelă și se slujește a doua zi de Paște, la Sf. Marcu și de rogațiuni".

### Starea actuală a catedralei
Comunitatea catolică din Baia s-a redus tot mai mult, iar misionarul Giovanni Ausilia scria într-o relatare trimisă în 1745, trimisă la Propaganda, că la Baia mai erau doar 12 de familii catolice. Nemaiputând să fie întreținută de mica și săraca comunitate locală, Catedrala Catolică din Baia a început să se ruineze începând din secolul al XVIII-lea.
Distrugerea catedralei s-a extins imediat după cel de-Al Doilea Război Mondial. Autoritățile au împroprietărit acolo câțiva localnici la doar 2-3 metri de temelia bisericii. După spusele preotului-paroh Vasile Hrestic de la Biserica Adormirea Maicii Domnului din Baia, "a fost mult distrusă imediat după război, pentru că se spune că din piatra bisericii se căra cu căruța și se făceau temelii de case, beciuri, era perioada stalinistă, când biserica în sine era un simbol..., deci se încuraja furtul."
În anii '70 ai secolului al XX-lea, Direcția Monumentelor Istorice a încercat limitarea deteriorării și conservarea in situ a ruinelor catedralei catolice. Prin anul 1974, profesorul și heraldistul Ștefan Gorovei de la Universitatea "Al. I. Cuza" din Iași s-a apucat să lucreze la restaurarea ruinelor Catedralei Catolice din Baia, însă lucrările au fost întrerupte după desființarea Direcției Monumentelor Istorice din dispoziția lui Nicolae Ceaușescu.
La data de 23 mai 2008 moaștele Fericitului Ieremia Valahul au trecut prin fața ruinelor vechii catedrale episcopale din Baia, având loc un moment de rugăciune.  După unii autori, Fericitul Ieremia s-ar fi născut într-o localitate apropiată Sasca la 29 iunie 1556, sub numele de Ion Costist Stoica și a murit în anul 1625 la Napoli (Italia). El a fost beatificat de către Biserica Catolică în anul 1983.
În prezent, Catedrala Catolică din Baia se află în stadiul de ruină, păstrându-se o parte din turnul unic din fațada vestică și rămășițe de ziduri și ancadramente gotice. Arhitectul Virgil Polizu considera în anul 2001 că "acest monument, ce materializează consolidarea puterii voievodale și a statului, ci și dezvoltarea ulterioară a arhitecturii locului, prin limbajul său gotic și a tehnicilor specifice, merita o atenție mai mare din partea forurilor abilitate cu protecția, restaurarea și punerea în valoare a monumentelor României".
Raportul Comisiei Prezidențiale pentru Patrimoniul Construit, Siturile Istorice și Naturale din septembrie 2009 se referă și el la situația Catedralei catolice din Baia: "Biserica supraviețuiește prin ruinele zidurilor în care se mai pot vedea urme ale frumoaselor ancadramente din piatră, ale deschiderilor în arc frânt, ale câtorva ferestre și fragmente decontraforți. Fiind abandonate, ruinele acestui edificiu cândva monumental, vor continua să se degradeze și se va pierde șansa conservării unei amprente esențiale a mediului istoric atât de sensibil al zonei, prin a cărui conservare și punere în valoare comunitatea locală, îmbogățind-și imaginea de purtătoare a diversității culturale, ar avea mult de câștigat."

## Citate
„Sașii strămutați aici rămaseră credincioși credinței lor catolice: în marea biserică a Sfintei Fecioare pe care o apăra un înalt turn de piatră și o împodobeau cinci altare, o ctitorie a aceluiași voievod Alexandru, odihni sub baptisteriu catolica doamnă Margareta, soția sau bunica lui.”—Constantin C. Giurescu, Dinu C. Giurescu - "Istoria românilor"''
„Suflete de catolici de împărtășit sunt 160, copii 80, de neam german, și printre ei sunt câțiva unguri; au o biserică mare și frumoasă.”—Episcopul Pietro Diodato, vizitator apostolic în Moldova la 1641 - "Diplomatarium Italicum" (Roma, 1939)

## Imagini

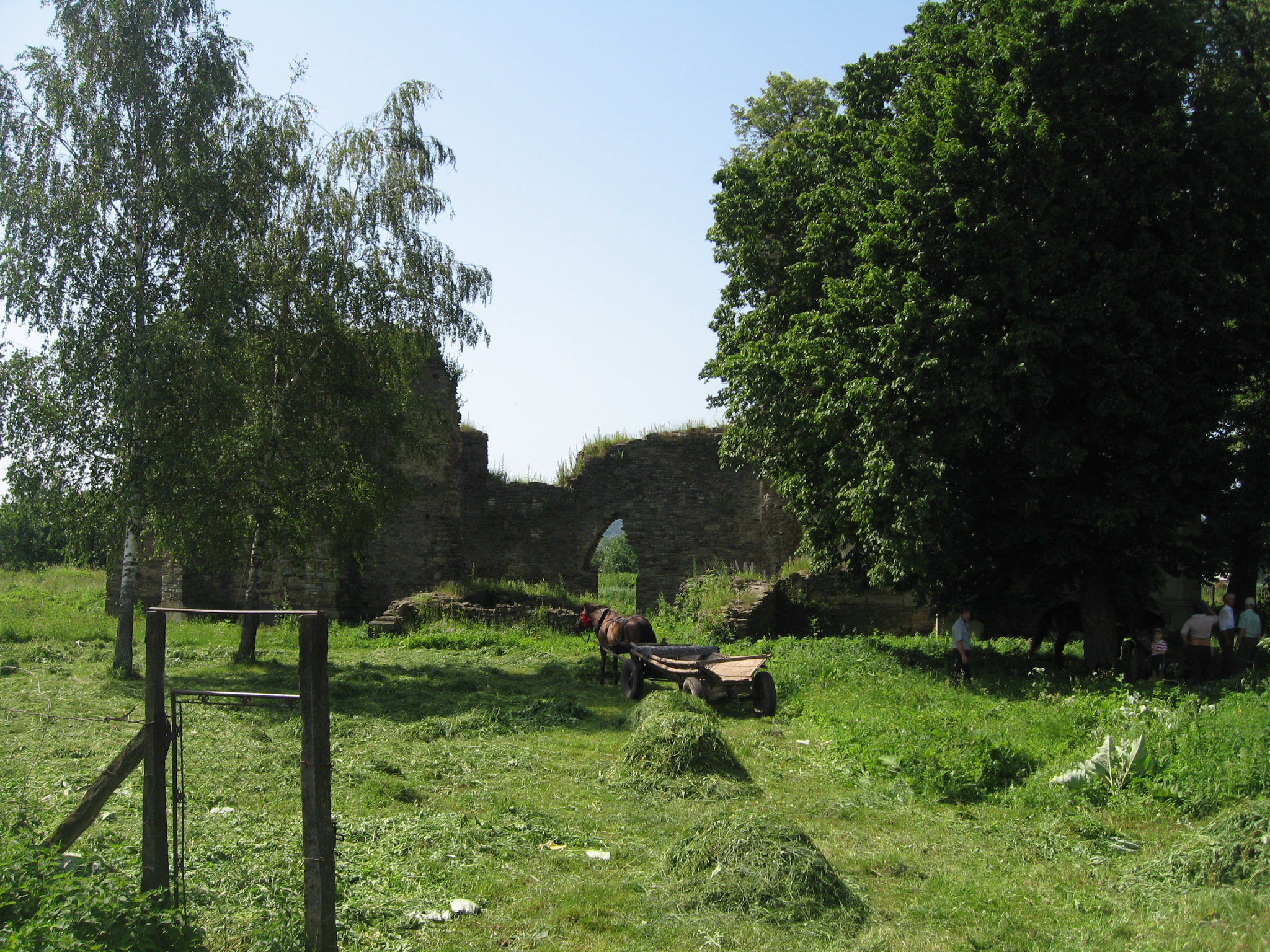
Ruinele privite de la şosea
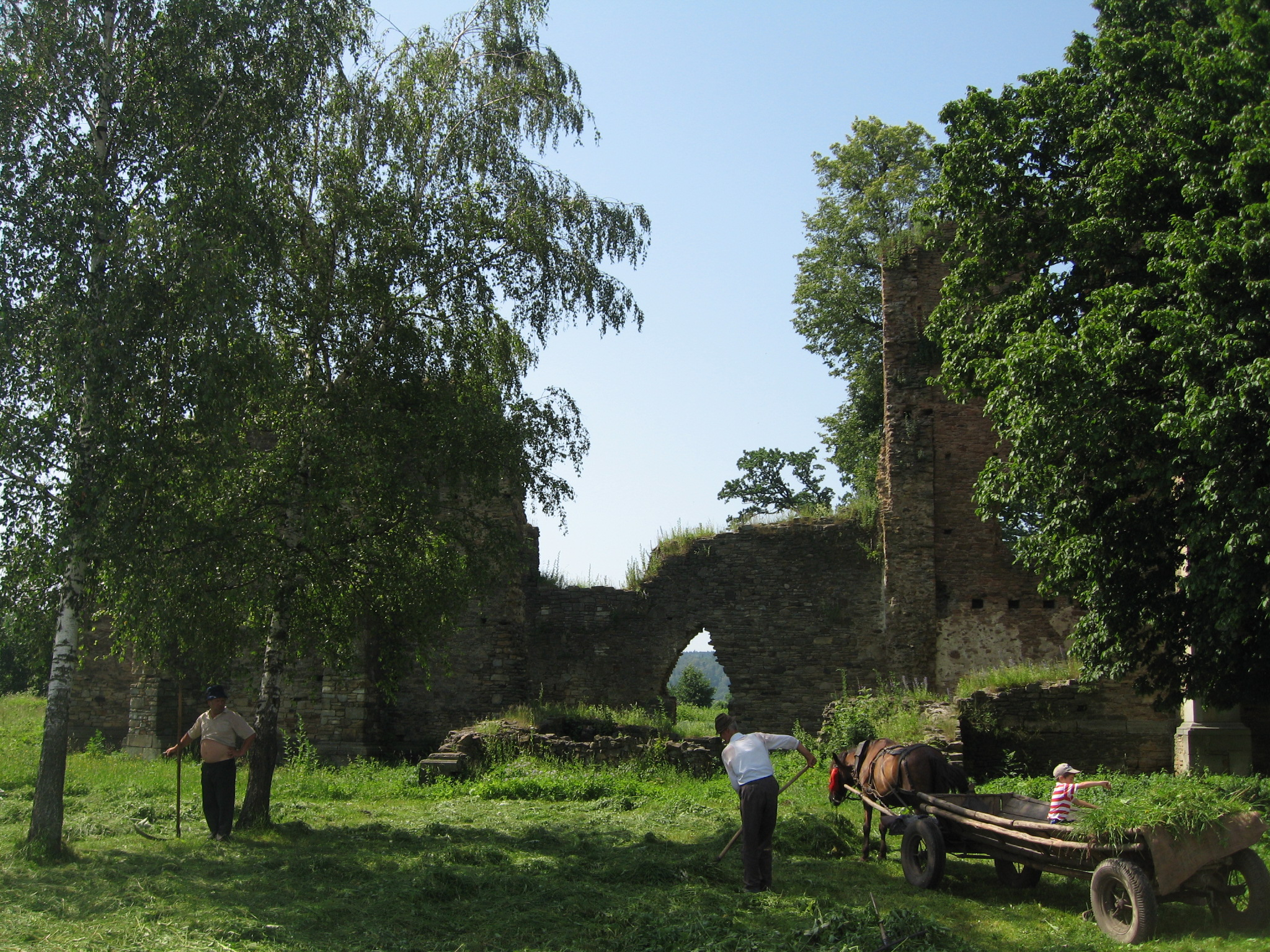
Ruinele privite de la şosea
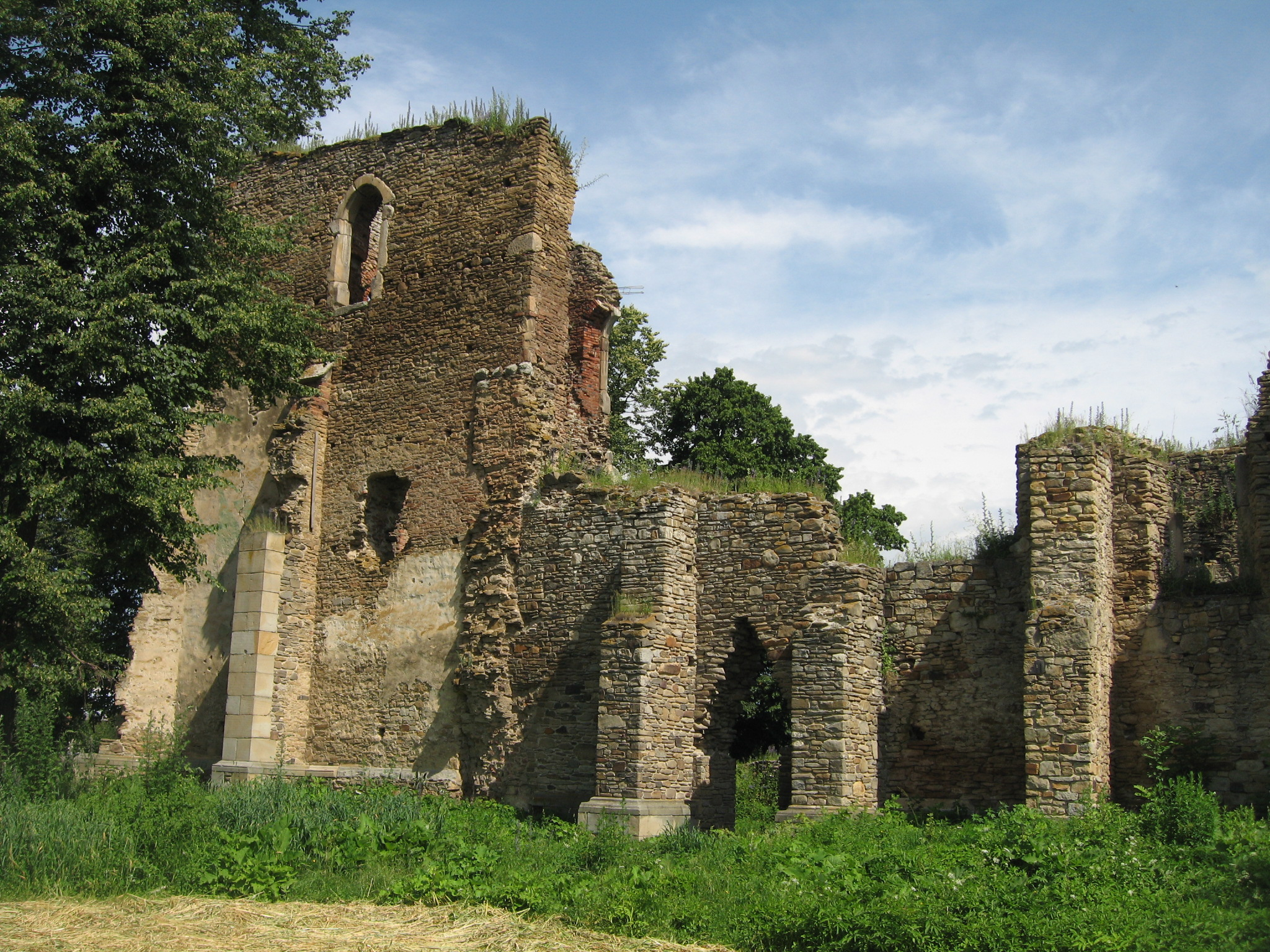
Ruinele bisericii
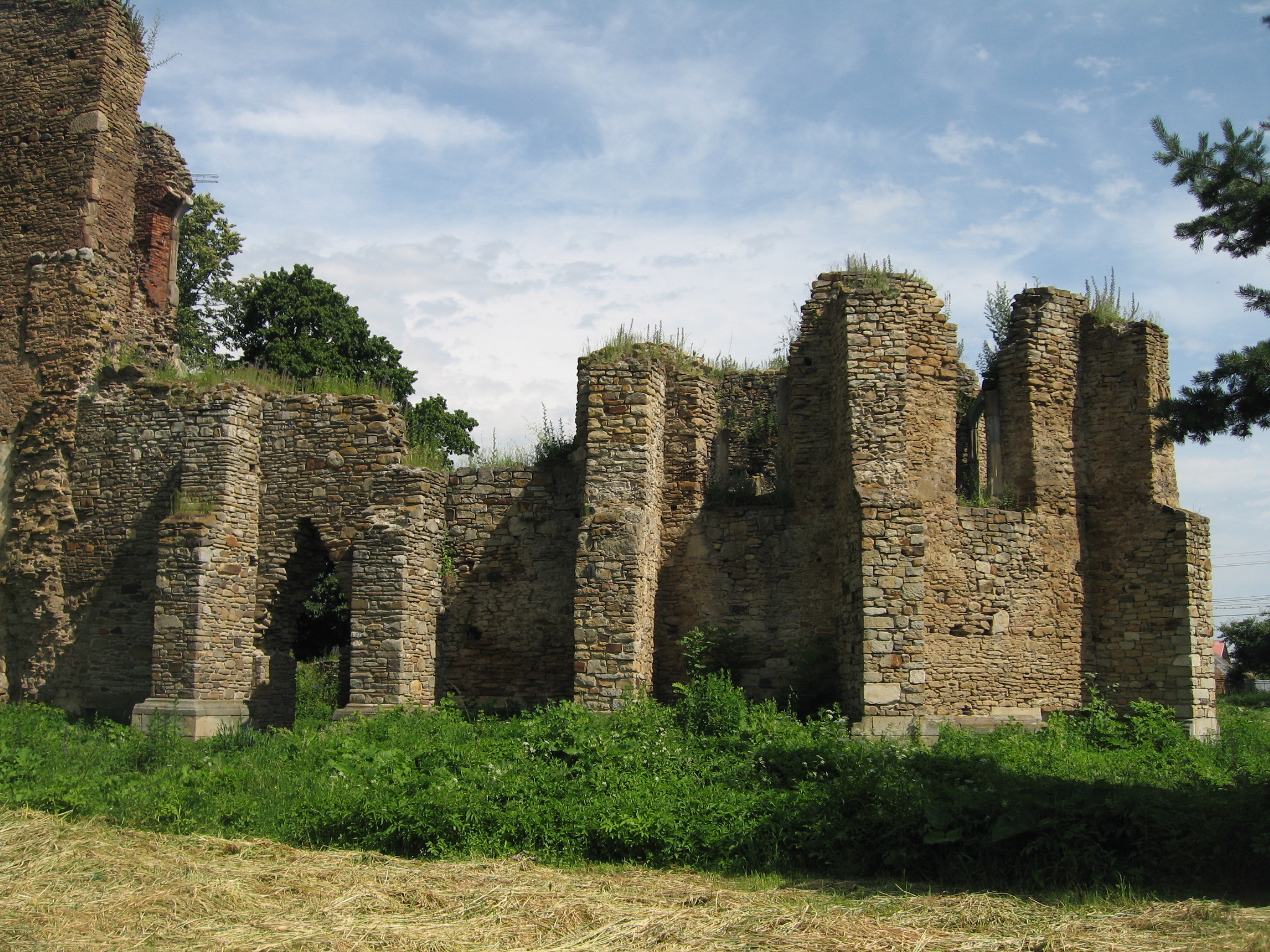
Ruinele bisericii
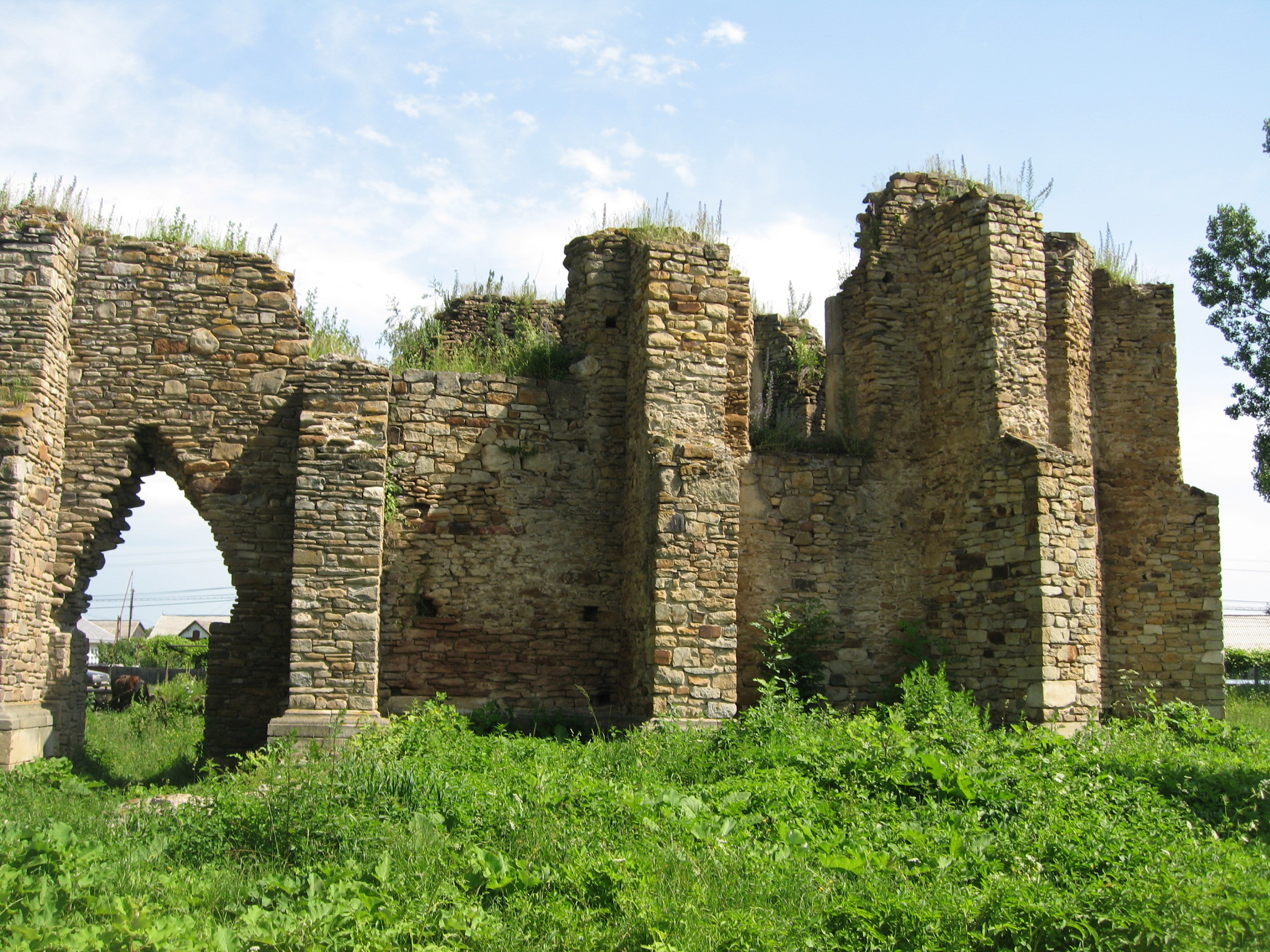
Ruinele bisericii
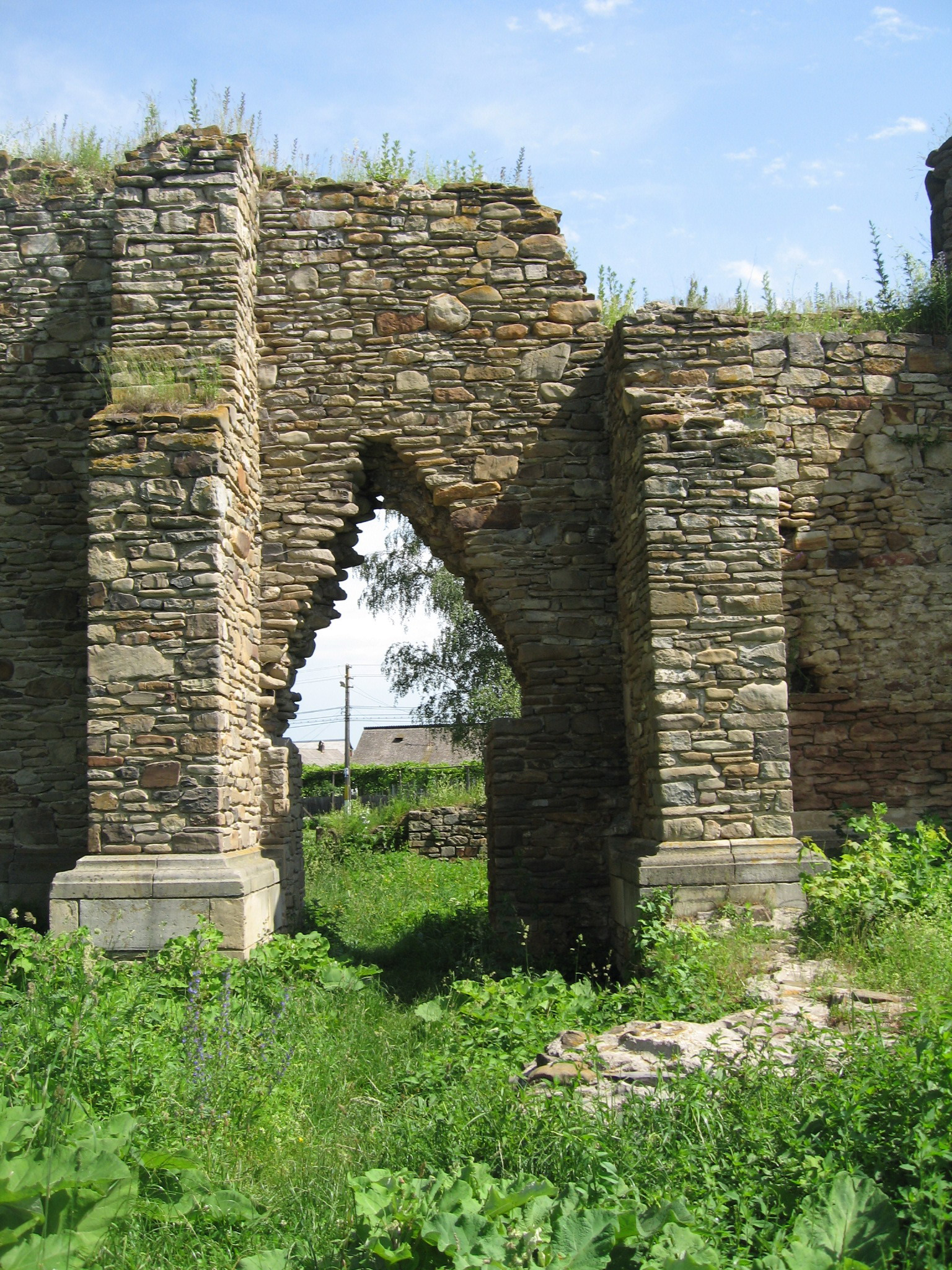
Ruinele bisericii
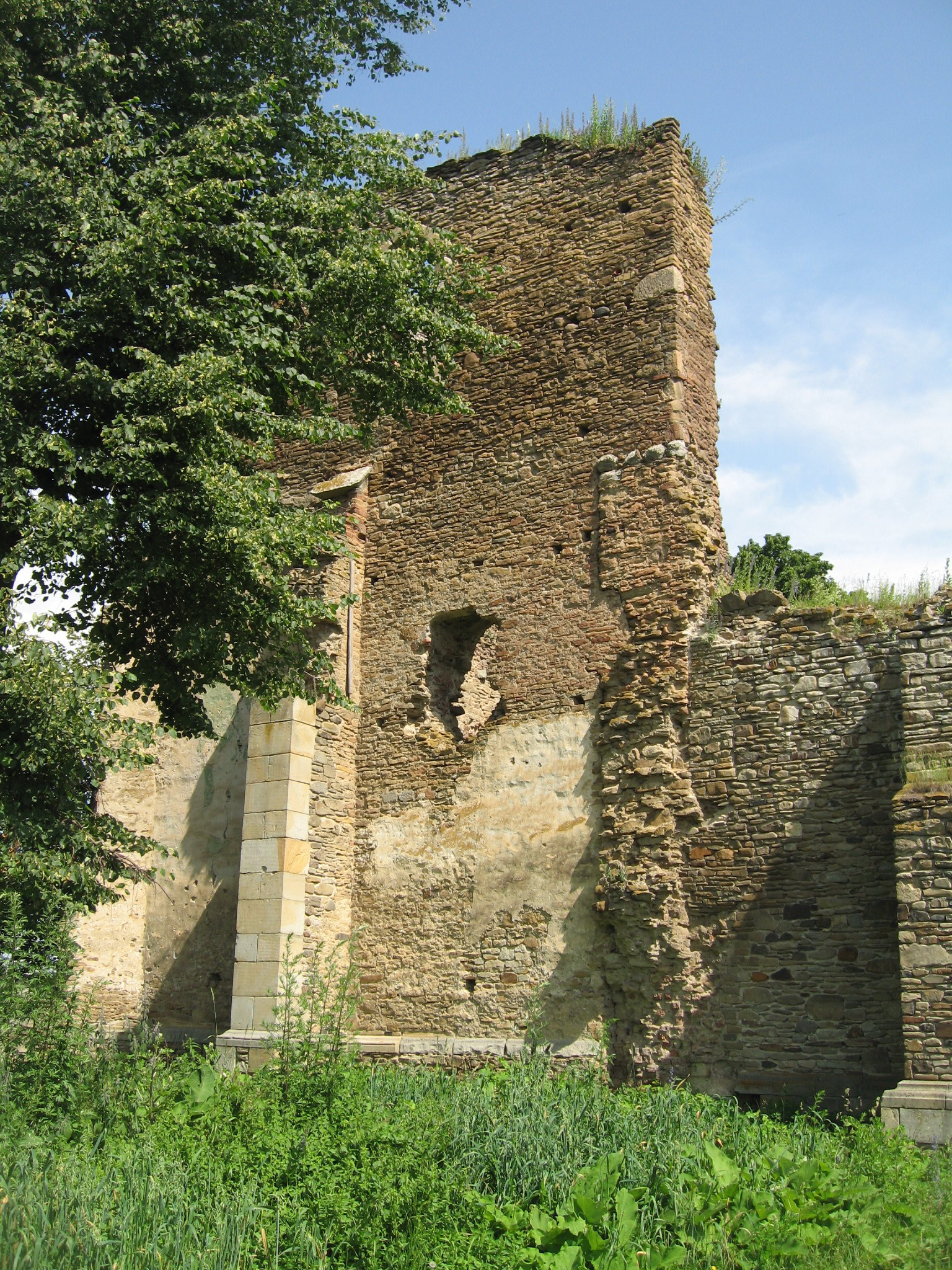
Ruinele bisericii
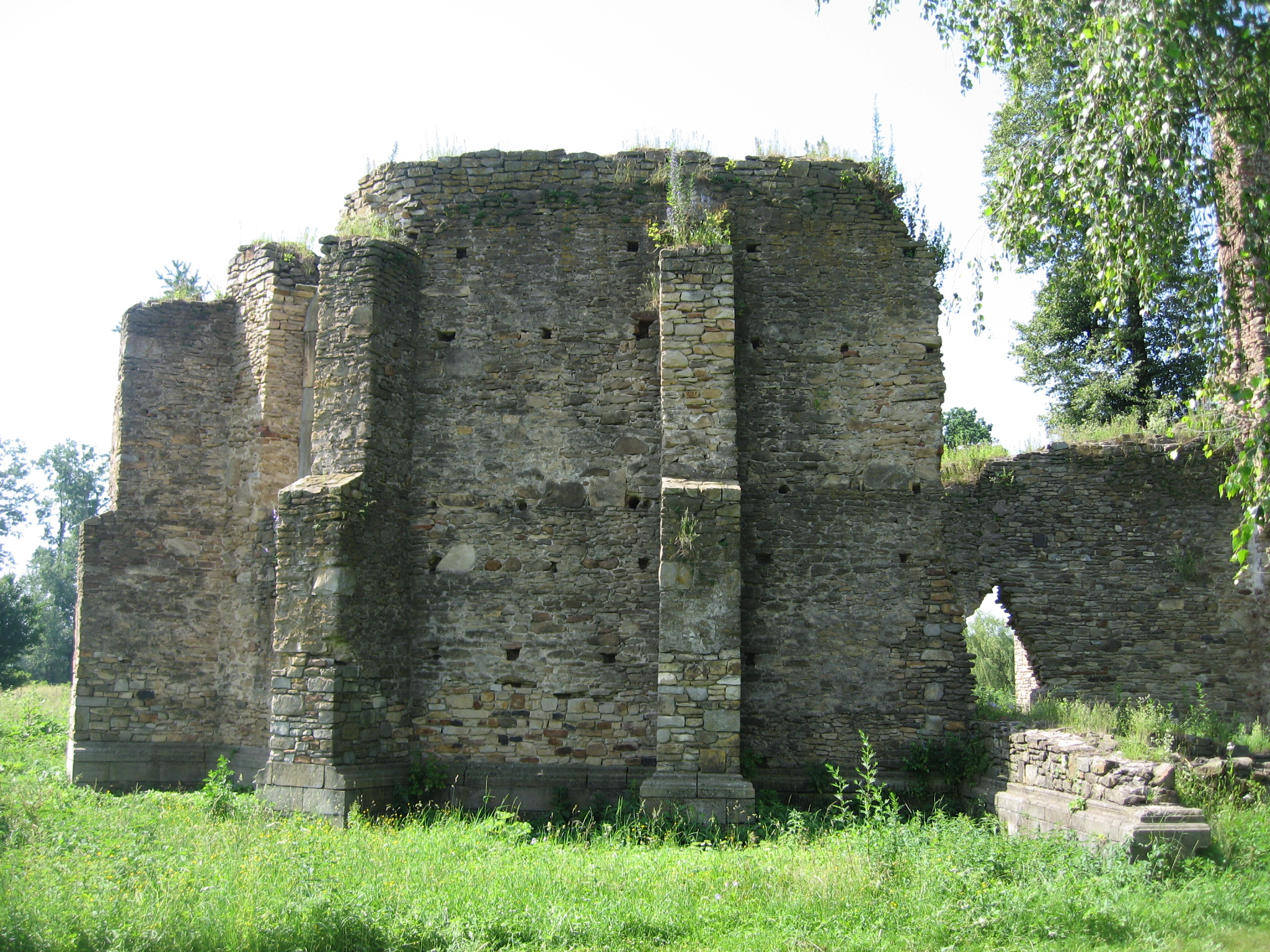
Ruinele bisericii
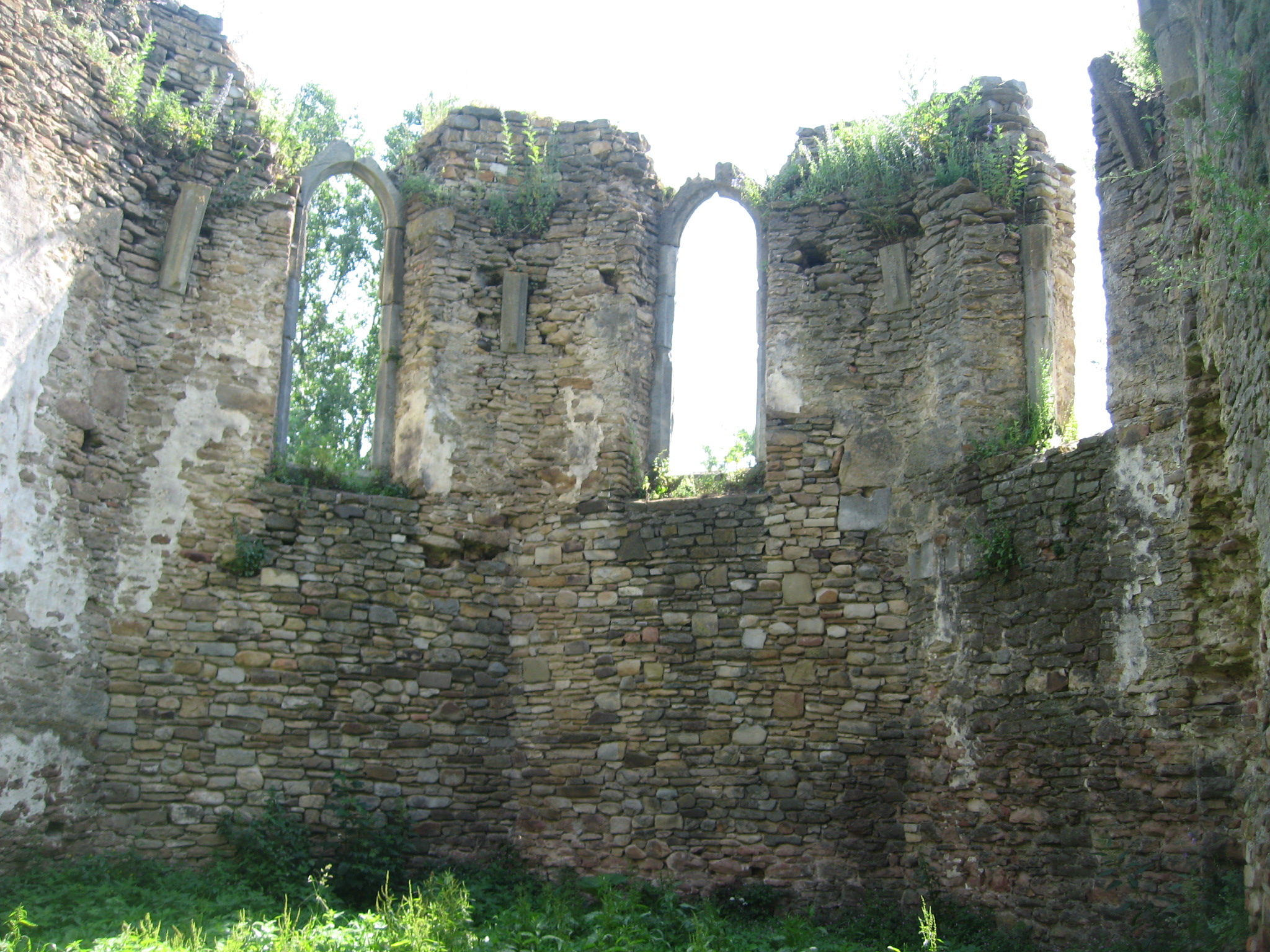
Ruinele bisericii
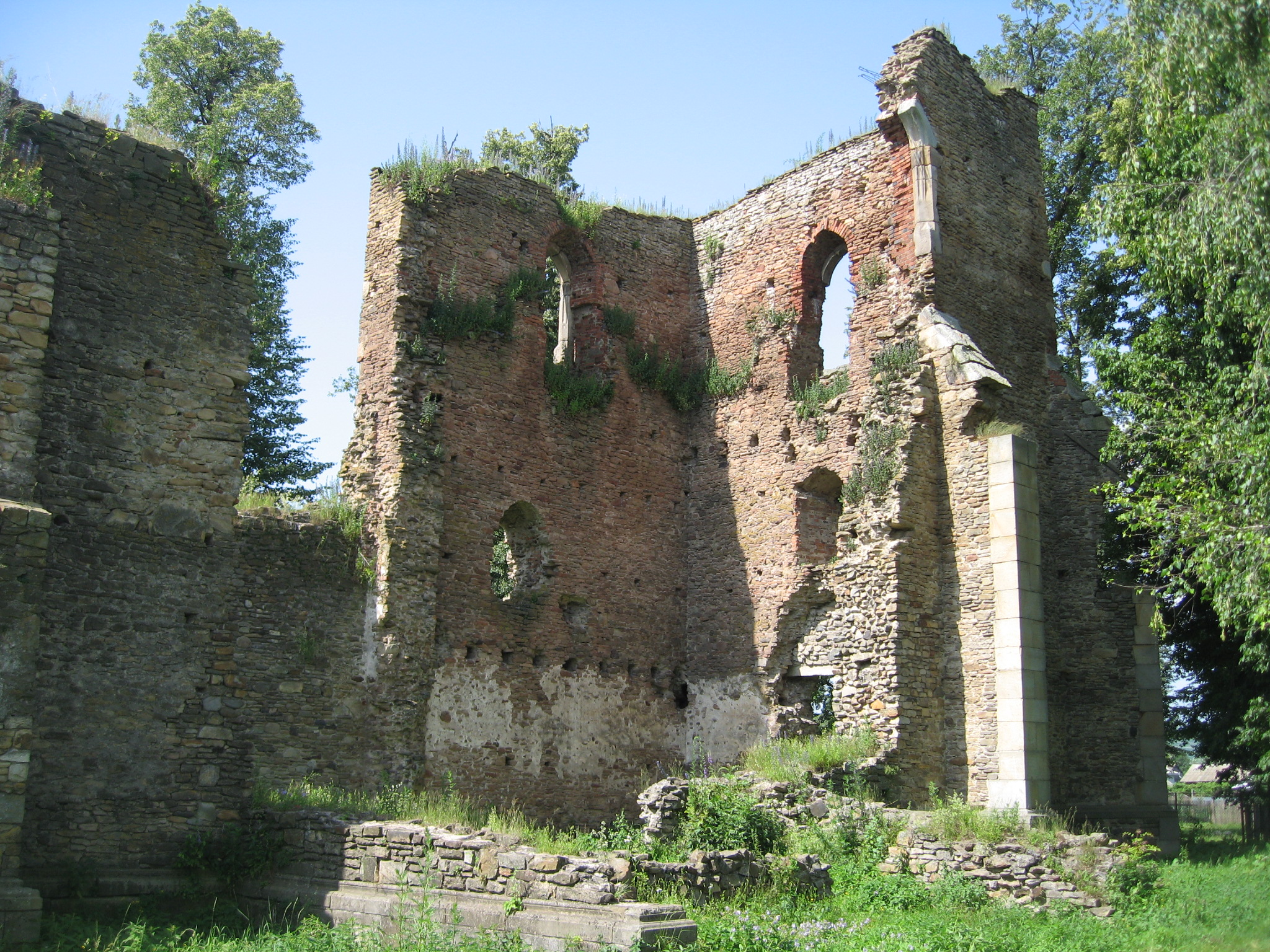
Ruinele bisericii
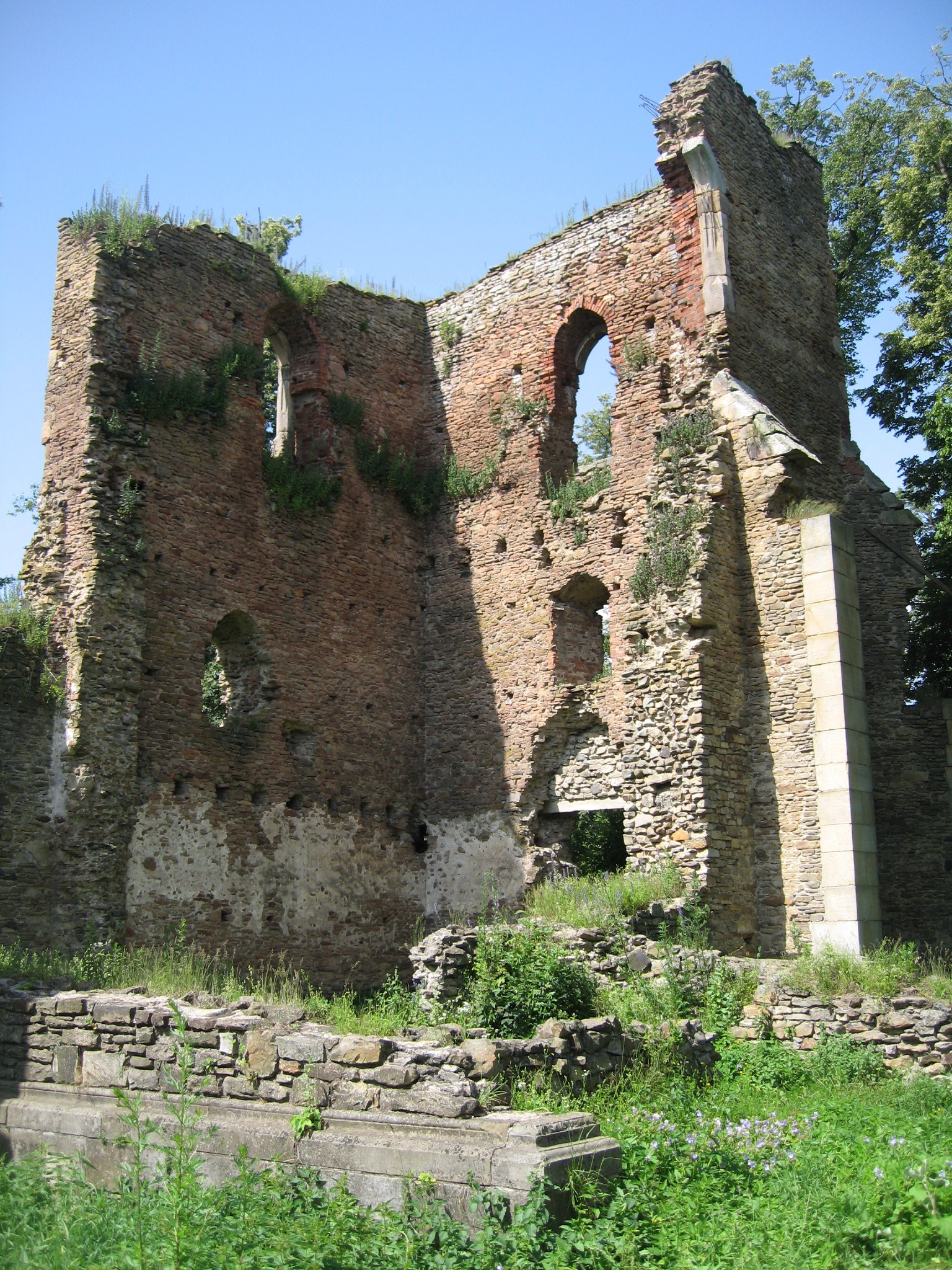
Ruinele bisericii
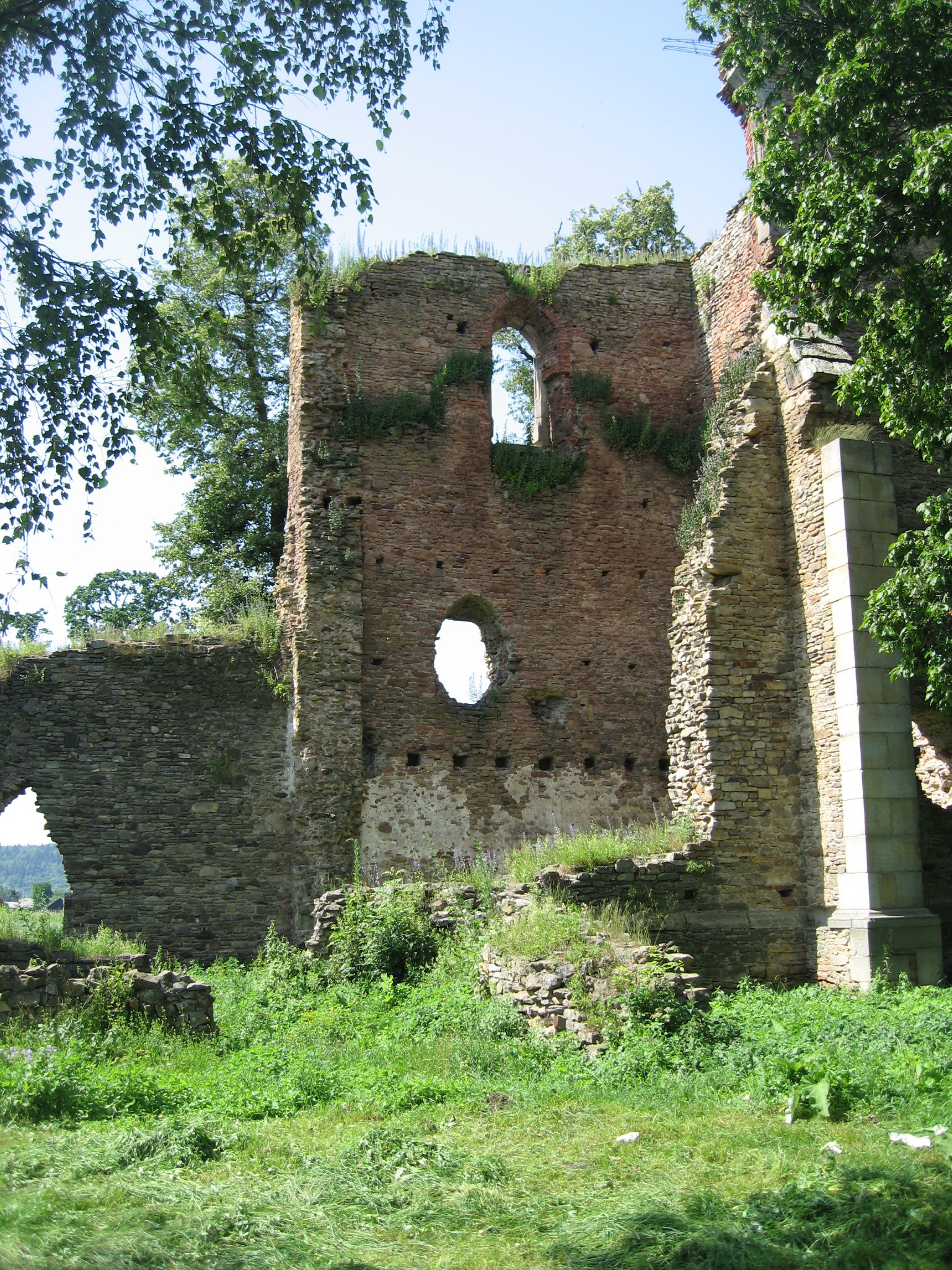
Ruinele bisericii
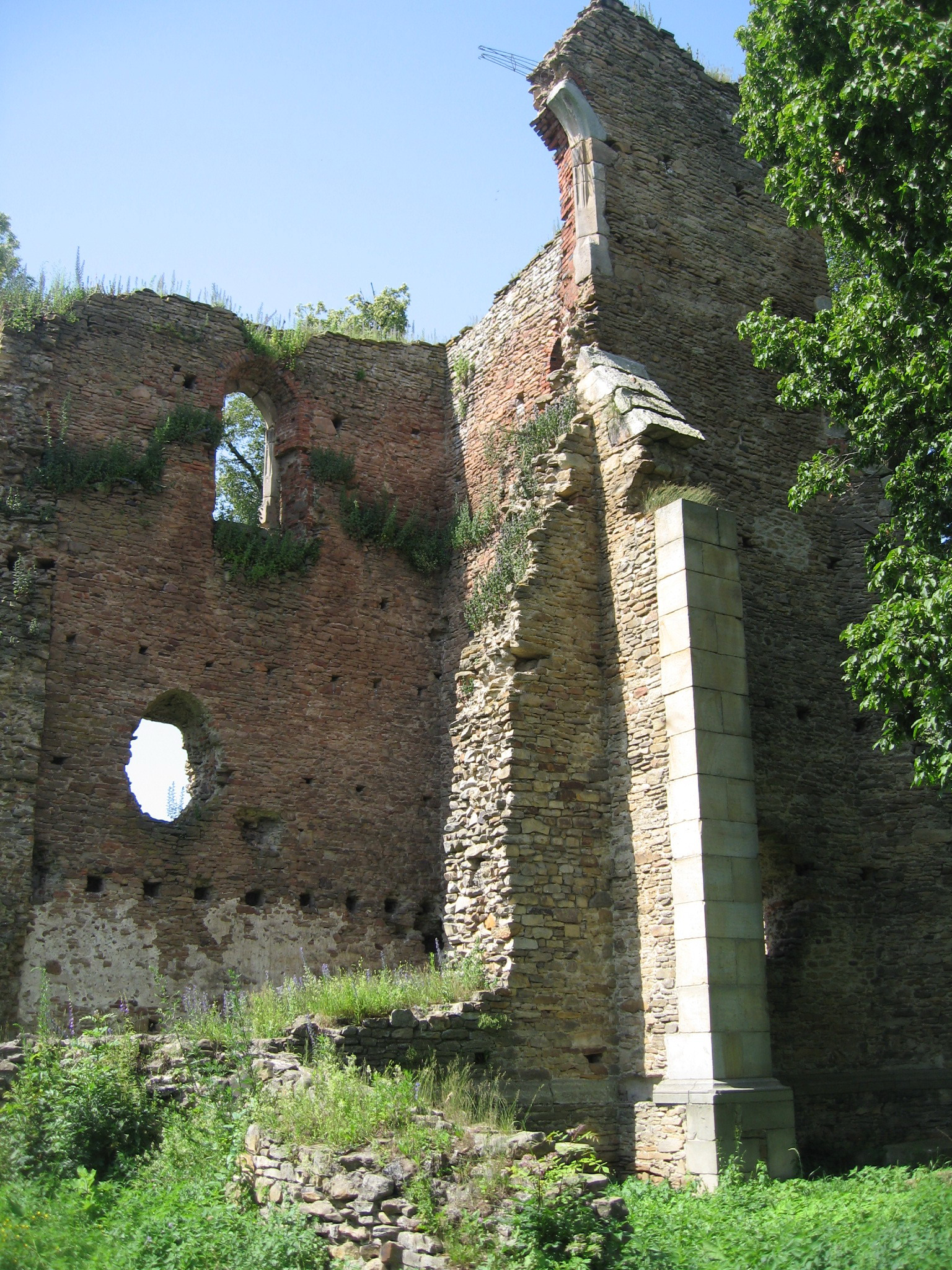
Ruinele bisericii
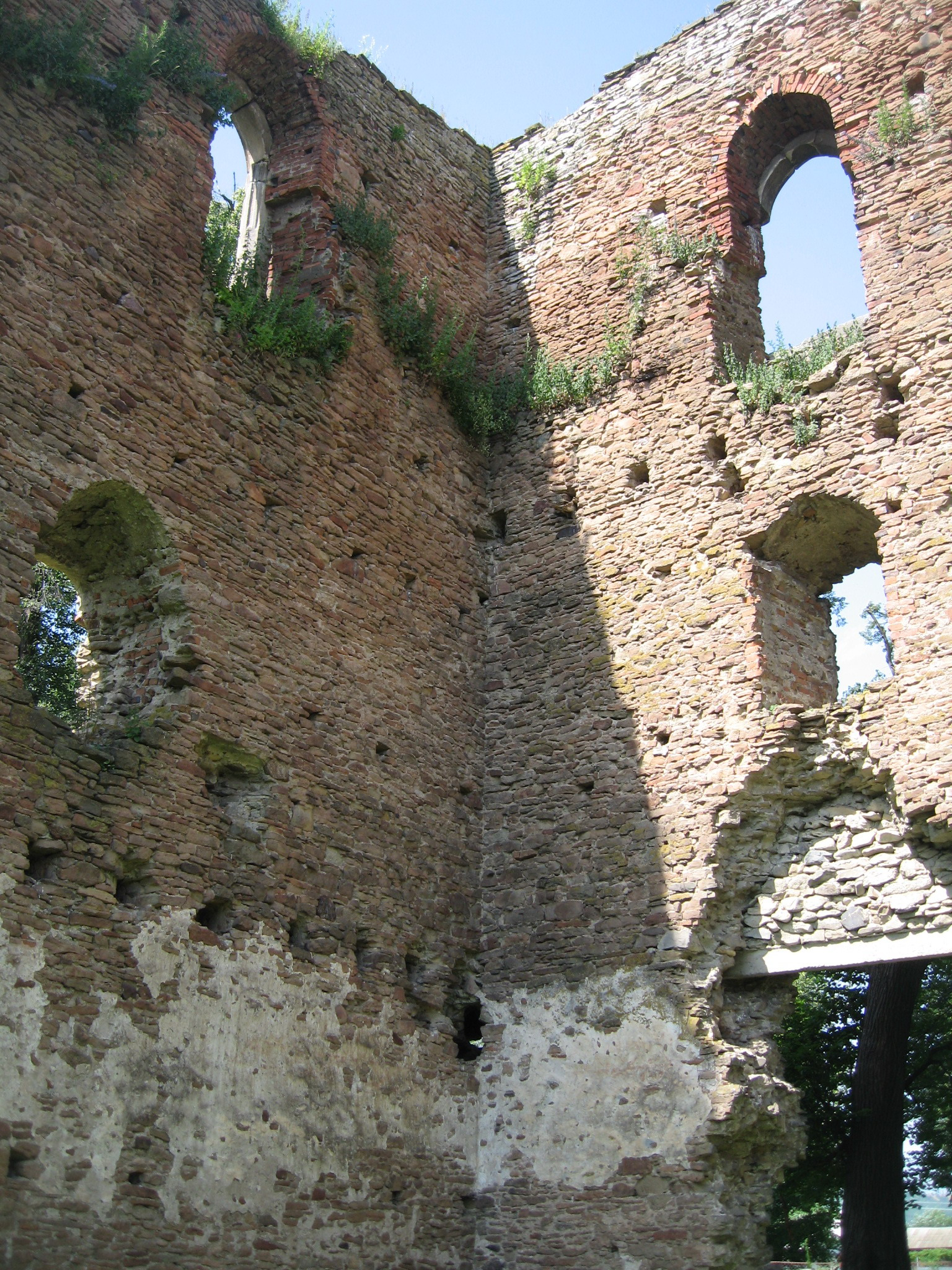
Ruinele bisericii
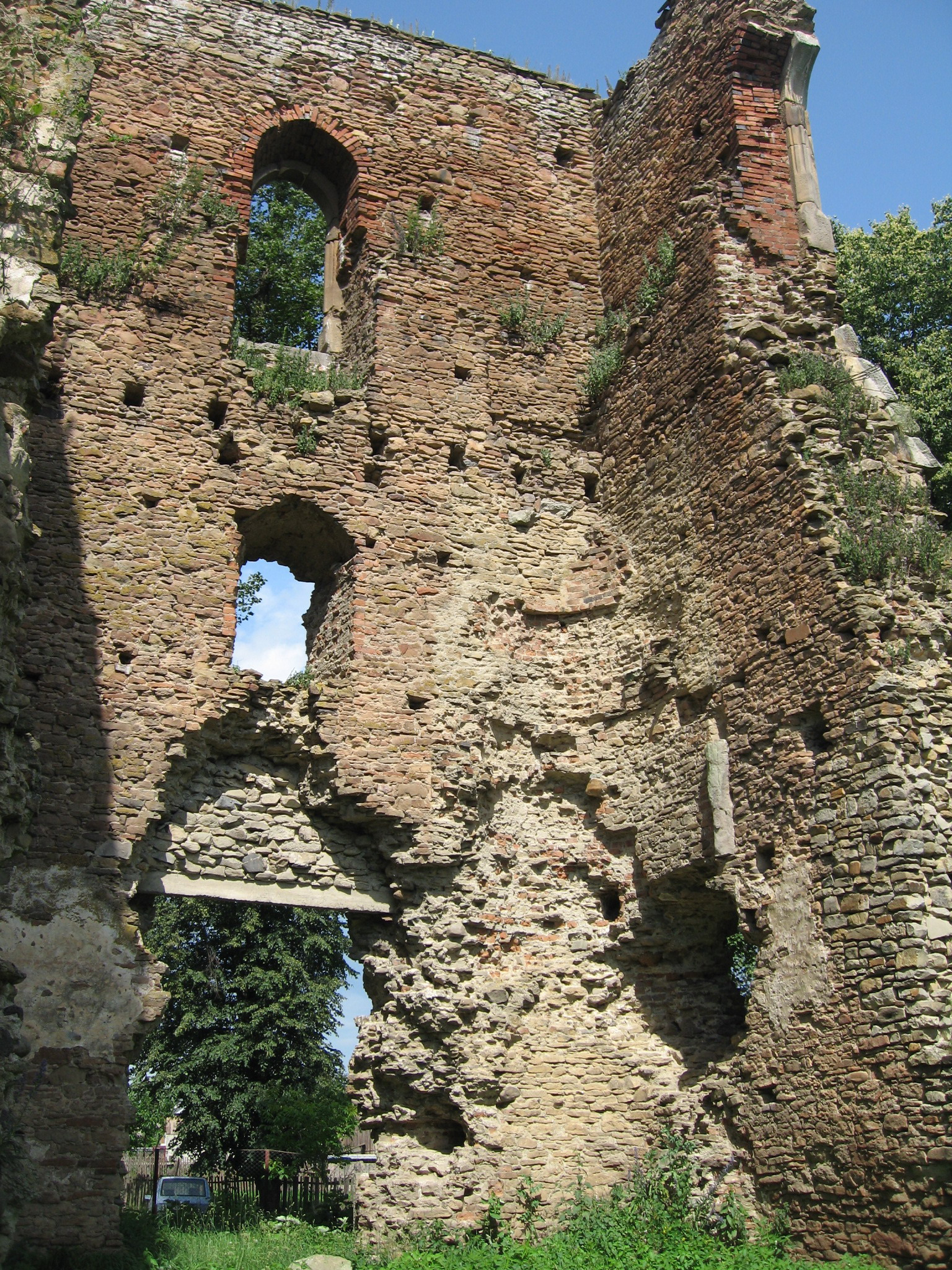
Ruinele bisericii
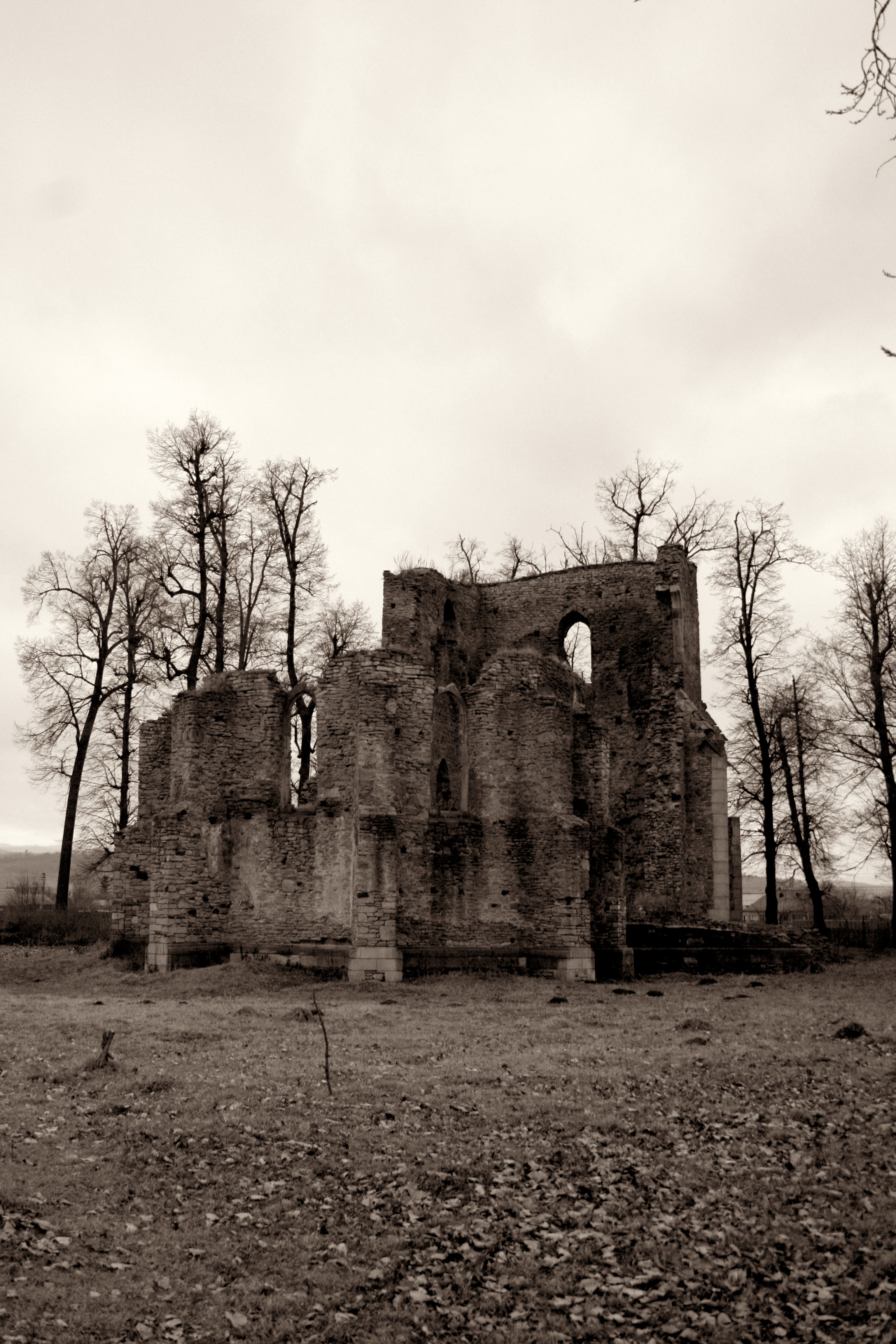
Ruinele văzute toamna